# پروکتورویل (کارولینای شمالی)
پروکتورویل (به انگلیسی: Proctorville) شهری در ایالت کارولینای شمالی کشور ایالات متحده آمریکا است که جمعیت آن در سرشماری سال ۲۰۱۰ میلادی، ۱۱۷ نفر بوده‌است.